# Associazione Calcio Ravenna 1936-1937
Questa pagina raccoglie le informazioni riguardanti l'Associazione Calcio Ravenna nelle competizioni ufficiali della stagione 1936-1937.

## Rosa
| N. |                   | Ruolo | Calciatore         |
| -- | ----------------- | ----- | ------------------ |
|    | Italia (bandiera) | D     | Giorgio Ballerini  |
|    | Italia (bandiera) | A     | Leonino Baratella  |
|    | Italia (bandiera) | C     | Nelso Baroni       |
|    | Italia (bandiera) | P     | Pietro Borghi      |
|    | Italia (bandiera) | A     | Carlo Capra        |
|    | Italia (bandiera) | P     | Enzo Caselli       |
|    | Italia (bandiera) | D     | Olao Cerini        |
|    | Italia (bandiera) | C     | Ferdinando Cortesi |

| N. |                   | Ruolo | Calciatore         |
| -- | ----------------- | ----- | ------------------ |
|    | Italia (bandiera) | A     | Francesco Cortesi  |
|    | Italia (bandiera) | C     | Bruno Eduini       |
|    | Italia (bandiera) | D     | Gianfranco Fabbri  |
|    | Italia (bandiera) | D     | Giancarlo Genesini |
|    | Italia (bandiera) | C     | Alberto Mazzanti   |
|    | Italia (bandiera) | D     | Angelo Mazzolini   |
|    | Italia (bandiera) | A     | Terzo Ricci        |
|    | Italia (bandiera) | A     | Gualtiero Taroni   |